# Serjania aluligera
Serjania aluligera är en kinesträdsväxtart som beskrevs av Ludwig Radlkofer. Serjania aluligera ingår i släktet Serjania och familjen kinesträdsväxter. Inga underarter finns listade i Catalogue of Life.